# Estatuária Urbana
A designação estatuária urbana tem sido utilizada por referência a um quadro conceptual de estudo, análise e classificação dos objectos escultóricos de estatuária, em vulto completo, meio-vulto, relevo, alto-relevo e baixo-relevo, dispersos pelo tecido urbano, nas cidades, vilas, aldeias, praças e jardins ou que adornam o exterior de muitos edifícios.

## Definição e conceito
As obras de referência que contemplam a designação estatuária urbana postulam a representação e o significado como aspectos centrais para a definição do conceito "estatuária urbana".

A partir do enquadramento teórico da semântica cognitiva e da semiótica cognitiva é reconhecida a dupla natureza semântica das obras de estatuária urbana: o conceito visual materializado na obra de estatuária e o conceito linguístico imaterial presente nas inscrições ou placas identificadoras ou por ela evocado. Nesta linha, o conceito estatuária urbana designa as obras de estatuária na urbe que registam documentalmente factos do património cultural material, imaterial e do património natural:
"O significado e implicações da arte na sua relação com o contexto, o espaço urbano e as pessoas espelham as imagens da memória colectiva através das inscrições e das imagens que apresentam. [...] grande parte das obras contém inscrições na língua local. É, portanto, a dimensão do

património linguístico imaterial associado à apresentação escultórica da imagem que evoca e representa a memória e homenageia a cultura e o património material e imaterial local." (cf.  A estatuária e a escultura figurativa urbana: conceptualização de estatuária no espaço urbano.) 
Os traços semânticos centrais e mais prototípicos do conceito estatuária urbana relacionados com as noções de homenagem e memória, além de outros definidores de aspectos de inovação na sua dimensão narrativa e scripto-visual, enquanto documento da história, instrumento educativo da cultura, marco de poder e dispositivo de identidade, mantêm-se estáveis:
"Mas também a extensão cognitiva da estatuária. O ser da estatuária como disciplina escultórica, como marcação de identidades, como afirmação de poder, como história e tecnologia, enfim, como civilização. A história da estatuária é a história de homens e mulheres e culturas. É a história de

vitórias e derrotas, da guerra e da paz, da ascensão e queda de impérios. ( cf. Dispositivos de Identidade na Estatuária Urbana Europeia.)
A designação estatuária urbana foi também utilizada para referir um objecto belo de fruição estética no espaço exterior da urbe, pertencente à categoria dos objectos escultóricos figurativos com uma relevância antropológica, estética e histórica em resultado de uma "atitude celebrativa" de homenagem a personalidades, comemoração de eventos históricos ou veneração de valores universais, tal como contemplado na obra Estatuária Urbana Conimbricense, de Victor Correia, ou como entendido na obra Estatuaria Urbana de Montevideo que regista levantamentos de obras de estatuária urbana em Montevideo (na República Oriental do Uruguai).
A designação estatuária urbana é também utilizada por referência ao monumento estatuário La Puntaire de l'Arboç na bibliografia da página da Wikipedia sobre o artista  pintor e escultor Joan Tuset i Suau, autor do referido monumento estatuário https://pt.wikipedia.org/wiki/Joan_Tuset_Suau#cite_note-9
O monumento estatuário La Puntaire de L'Arboç é uma obra de 2005, tendo sido classificada Bem Cultural de Interesse Local pela edilidade de L'Arboç em 2017 conforme consta na Acta da Sessão Plenária de L'Arboç, de 15 de Junho de 2017

## Projecto Estatuária Urbana – Património Cultural
O projecto ESTATUÁRIA URBANA – PATRIMÓNIO CULTURAL iniciou-se em 2003 e encontra-se sediado, desde 2019, na Cátedra UNESCO em Património Imaterial e Saber-Fazer Tradicional da Universidade de Évora, em Portugal, https://www.catedraunesco.uevora.pt/projectos/projectos-em-curso/estatuaria-urbana-patrimonio-cultural/
Em 17 de Junho de 2020 – 18h (hora de Lisboa), online na plataforma Zoom, realizou-se o primeiro encontro_reunião_aberta internacional da Cátedra UNESCO da Universidade de Évora sobre #EstatuáriaUrbana_PatrimónioCultural com uma matriz sinóptica ilustrativa do alcance do Significado, fortuna estética e patrimonial da Estatuária Urbana https://www.catedraunesco.uevora.pt/wp-content/uploads/2020/06/PT-matriz_reuniao_aberta_artesfinais.pdf
A Gazeta #StatuaUrbana_PatrimoniumCultura ISSN 2184-9560 é uma publicação científica multilingue sobre Estatuária Urbana, da Cátedra UNESCO em Património Imaterial e Saber-Fazer Tradicional da Universidade de Évora, e conta já com duas edições sobre Estatuária Urbana.
A designação "estatuária urbana" e o conceito StatuaUrbana_PatrimoniumCultura que a definem têm sido utilizados em inúmeras publicações no âmbito da investigação científica.